# Stichaeus ochriamkini
Stichaeus ochriamkini és una espècie de peix de la família dels estiquèids i de l'ordre dels perciformes.

## Descripció
- Fa 40 cm de llargària màxima, encara que la seua mida normal és de 20.[8][9]

## Hàbitat i distribució geogràfica
És un peix marí, demersal (entre 14 i 99 m de fondària) i de clima polar, el qual viu al Pacífic nord-occidental: les aigües costaneres des del sud de les illes Kurils, el sud-oest de la mar d'Okhotsk i l'estret de Tatària fins a la badia de Pere el Gran i l'illa Moneron al mar del Japó.

## Observacions
És inofensiu per als humans.